# Nationalpark Batang Gadis
Der Nationalpark Batang Gadis (offiziell: indonesisch Taman Nasional Batang Gadis) ist ein etwa 1.080 km² großer Nationalpark auf Sumatra in der Provinz Sumatra Utara, Indonesien. Der Park ist benannt nach dem Fluss Batang Gadis, der durch den Park fließt.

## Flora und Fauna
Im Park sind 47 Arten von Säugetieren, 247 Vogelarten, 240 Gefäßpflanzen und 1.500 Mikroorganismen vertreten.
Die Fauna umfasst u. a. Sumatra-Tiger, Schabrackentapir, das Stachelschwein Hystrix brachyura, Asiatischen Goldkatzen, Bengalkatze, Indischer Muntjak, das Goral Naemorhedus sumatrae, Kleinkantschil, Binturong, Malaienbär, Sambarhirsch, Ichtyopis glutinosa und den Zipfelkrötenfrosch.
Es sind 13 endemische Vogelarten im Park gelistet, darunter Salvadorifasan und den Pitta Pitta schneideri.
Auf 200 Quadratmeter Fläche fanden Forscher 242 Gefäßpflanzenarten oder ca. 1 % der Flora Indonesiens.
2008 wurde der Bestand an Sumatra-Tigern auf zwischen ca. 30 bis 100 Exemplare geschätzt. 2013 wurde ihre Zahl auf 23–76 oder 20 % der Gesamtpopulation geschätzt.

## Schutz und Bedrohung
Teile des Waldes im Nationalpark wurden bereits 1921 von der niederländischen Kolonialverwaltung unter Schutz gestellt. Der Vorschlag für einen Nationalpark kam 2003 von der Lokalregierung. 2004 wurde der National Park Batang Gadis deklariert. Die Unterschutzstellung von Batang Gadis als Nationalpark ist Teil eines Planes in Nordsumatra einen Biodiversität-Schutzkorridor einzurichten, der über weitere Schutzgebiete mit dem Nationalpark Gunung Leuser im Norden der Insel verbunden würde.
Die Tierwelt im Park ist bedroht durch Wilderei und Eingriffe durch eine australische Goldabbaufirma, die eine 200.000 Hektar umfassende Konzession hält, die sich mit dem Nationalparksgebiet überschneidet.